# San Pedro Zacachimalpa
San Pedro Zacachimalpa är en ort i Mexiko.   Den ligger i kommunen Puebla och delstaten Puebla, i den sydöstra delen av landet, 120 km sydost om huvudstaden Mexico City. San Pedro Zacachimalpa ligger 2 151 meter över havet och antalet invånare är 3 889.
Terrängen runt San Pedro Zacachimalpa är platt åt nordväst, men åt sydost är den kuperad. Runt San Pedro Zacachimalpa är det glesbefolkat, med 18 invånare per kvadratkilometer. Närmaste större samhälle är Puebla de Zaragoza, 11,7 km norr om San Pedro Zacachimalpa. I omgivningarna runt San Pedro Zacachimalpa växer huvudsakligen savannskog.